# Michael Strange
Blanche Marie Louise Oelrichs (1 de octubre de 1890 - 5 de noviembre de 1950) fue una poeta, dramaturga y actriz de teatro estadounidense. Oelrichs utilizó por primera vez el seudónimo masculino Michael Strange para publicar su poesía con el fin de distanciar su reputación social de su obra a veces erótica, pero pronto se convirtió en el nombre con el que se presentaba a sí misma por el resto de su vida.

## Biografía
Nacida de Charles May Oelrichs y Blanche de Loosey, Blanche Oelrichs era la menor de cuatro hijos. Su madre austriaca era la hermana de Emilie de Loosey, esposa de Theodore Havemeyer. La familia pasó los veranos en Newport, Rhode Island, entre los Astor, los Vanderbilt y muchas otras familias ricas de la élite ricas estadounidense durante la Edad Dorada.
Su hermana Natalie, siempre conocida como Lily, se casó y se divorció de Heinrich Borwin, duque de Mecklemburgo (hijo del duque Pablo Federico de Mecklemburgo ), tras la muerte prematura de su primer marido, Pedro Martín de San Francisco.

## Trayectoria profesional

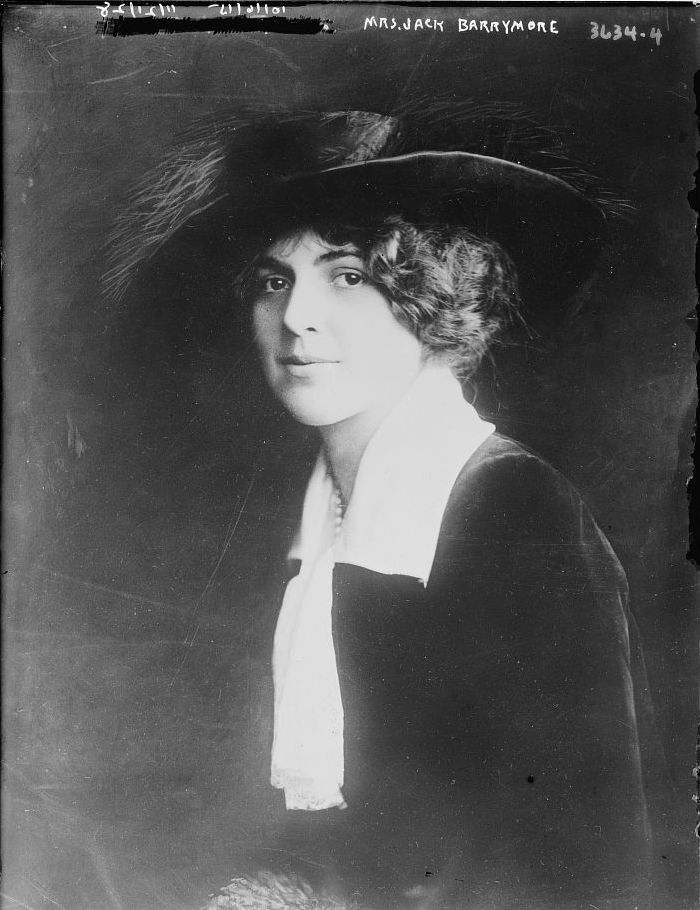
Blanche Oelrichs, entre 1910 y 1915

Oelrichs fue una escritora y una activista en favor del sufragio femenino. El retratista francés Paul Helleu describió a Strange como la "mujer más hermosa de Estados Unidos".
En 1910, Oelrichs se casó con su primer marido, Leonard Moorhead Thomas, hijo de un destacado banquero de Filadelfia, con quien tuvo dos hijos, Leonard Jr. (1911-1968) y Robin May Thomas (1915-1944). Leonard Moorhead Thomas era un graduado de la Universidad de Yale que había trabajado en el servicio diplomático en Roma y Madrid y sirvió con el Ejército de los Estados Unidos en Europa durante laPrimera Guerra Mundial, ganando la Cruz de Guerra. Blanche Oelrichs tuvo un "impulso literario" en 1914 cuando comenzó a crear obras de poesía y de teatro. Su primera colección de poemas se publicó en 1916 con el seudónimo de Michael Strange. Su carrera profesional fue la causa de la ruptura con su esposo y se divorciaron en 1919.
A través de su actividad social, Strange conoció al actor John Barrymore. Los presentó la actriz Cathleen Nesbitt, que coprotagonizó con Barrymore la producción de 1916 de la obra Justice. Su relación duró cuatro años; y, después de divorciarse de Thomas, se casó con Barrymore el 5 de agosto de 1920. Ya estaba embarazada de su única hija, Diana Blanche Barrymore, que nació el 3 de marzo de 1921.
Con dibujos proporcionados por John Barrymore, Strange publicó un libro en 1921 titulado Resurrecting Life. Su seudónimo tenía la intención de separar a su círculo social del contenido erótico de su obra y la conexión con su aventura con Barrymore, pero la gran popularidad que obtuvo la obra la llevó a una mayor fama y notoriedad, y su adopción del nombre Strange de forma permanente. Luego dedicó sus habilidades de escritura a la creación de obras de teatro, incluida una producción de Broadway de 1921 titulada Clair de lune. Basada en El hombre que ríe de Victor Hugo, la obra fue protagonizada por su esposo y la hermana de este, Ethel Barrymore. En 1932 se rodó una película del mismo nombre en Francia, dirigida por Henri Diamant-Berger.
En 1921, Strange fue una de las primeras en unirse a la Lucy Stone League, una organización que luchaba para que las mujeres conservaran su apellido de soltera después del matrimonio.
Strange pasó mucho tiempo en París durante los siguientes años mientras su esposo actuaba en el extranjero. Después de regresar a Nueva York, comenzó a actuar en teatro en directo. Su matrimonio con John Barrymore terminó en mayo de 1925. Posteriormente se unió a una sociedad anónima de verano en Salem, Massachusetts, y apareció en dos obras de Broadway en 1926 y 1927.

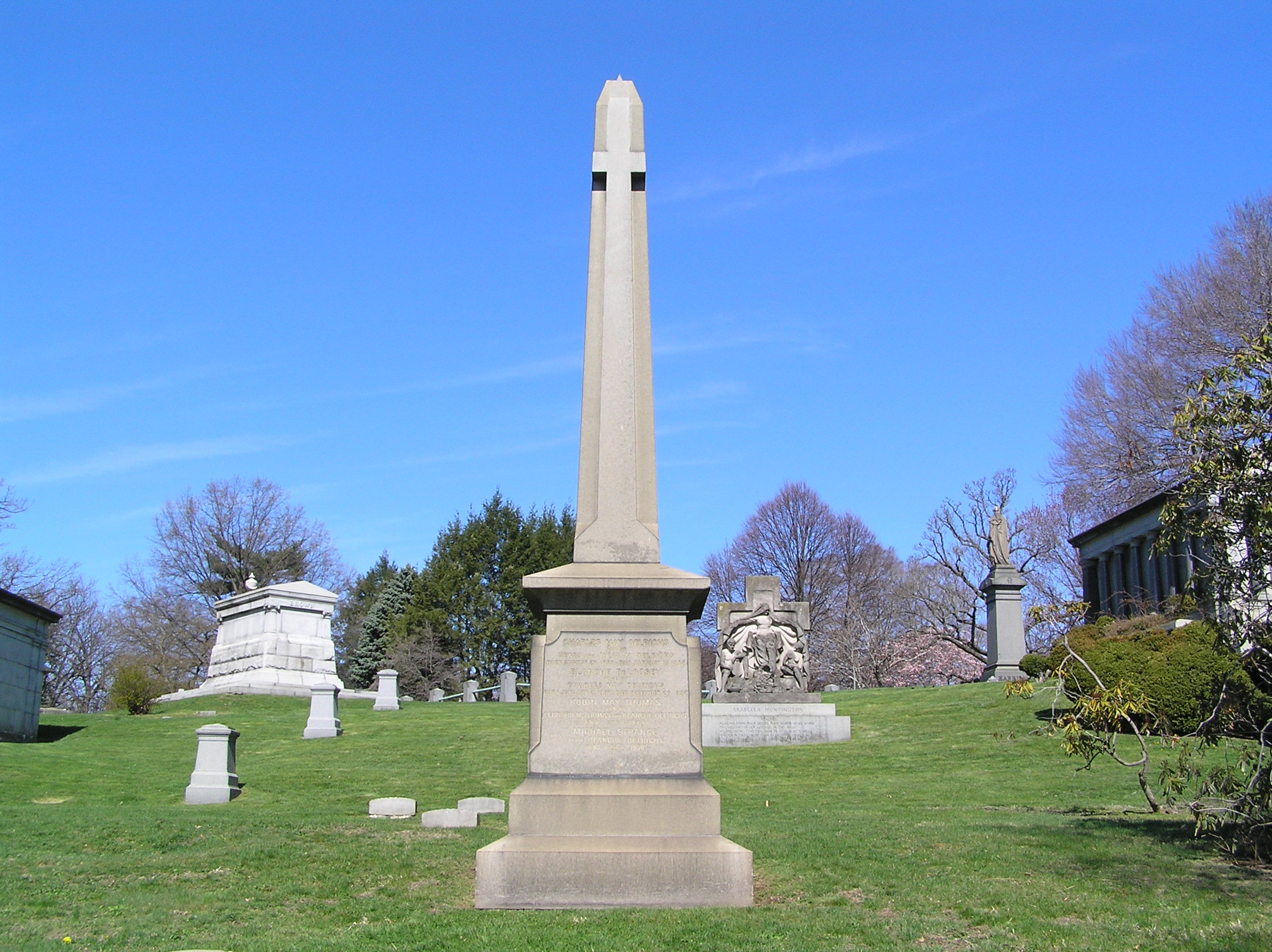
El monumento de Blanche Oelrichs en el cementerio de Woodlawn

Otro libro de poesía de Strange fue publicado en 1928 bajo el título Selected Poems, by Michael Strange y al año siguiente se casó por tercera vez con el abogado de Nueva York Harrison Tweed, que más tarde se convirtió en presidente del Sarah Lawrence College. Durante la segunda mitad de la década de 1930, Strange presentó un programa de poesía y música en la estación de radio WOR de Nueva York que obtuvo una gran audiencia. En 1940, Strange publicó su autobiografía, Who Tells Me True. En 1942, ella y Harrison Tweed se divorciaron y en 1944 su hijo Robin murió a la edad de 29 años.
Desde el verano de 1940 hasta su muerte, Strange mantuvo una relación con Margaret Wise Brown, autora de muchos libros para niños. La relación comenzó como una especie de mentoría, pero se convirtió en una relación romántica y vivieron juntas en el número 10 de Gracie Square en Manhattan a partir de 1943.
Strange era una comunista registrada y parte del programa de radio semanal del America First Committee.
Su última gira profesional fue Great Works with Great Music, una recreación de un programa de radio que había hecho anteriormente, en la que leía literatura y se tocaban obras de música clásica.
Michael Strange murió en Boston en 1950 de leucemia. Fue enterrada con su hijo Robin, que había muerto en 1944, en la parcela de la familia Oelrichs en el cementerio Woodlawn en el Bronx, Nueva York. Robin había sido enterrado en Indiana con su amante, fallecido antes,  pero el testamento de Strange pidió que su cuerpo fuera trasladado para estar con el resto de la familia.
Margaret Wise Brown fue nombrada albacea literaria de Strange. Tras la muerte de Brown dos años después, los papeles de Strange fueron entregados a la hermana de Brown, Roberta; se puso en contacto con Diana Barrymore, que le pidió que los quemara.

## Legado
En 1960, la hija de Strange, Diana Barrymore, murió a los 38 años después de varios años de adicción a las drogas y el alcohol. Su hijo mayor, Leonard, estaba casado con la pintora Yvonne Thomas con la que tenía dos hijas, las únicas nietas de Michael Strange.
En la década de 1950, hubo un premio de poesía Michael Strange.

## Producciones de Broadway
- 1921 Claro de Luna
- 1926 Pascua un día más
- 1928 L'Aiglon